# Häuslingen
Häuslingen è un comune di 884 abitanti della Bassa Sassonia, in Germania.
Appartiene al circondario dell'Heide ed è parte della comunità amministrativa (Samtgemeinde) di Rethem (Aller).

## Storia
Il comune di Häuslingen fu istituito il 1º marzo 1974 unendo quelli di Groß Häuslingen e Klein Häuslingen.